# Piąta kość
Piąta kość, Extra! – gra dla 2-4 osób, w której gracze rzucają 5 typowymi sześciennymi kostkami aby uzyskać określone sumy oczek, za które otrzymuje się punkty.

## Zasady gry
Gracze na przemian rzucają 5 kostkami a następnie wybierają z nich dwie pary kostek oraz pozostawiają piątą kostkę. Każda wybrana przez gracza para kostek jest sumowana a następnie stawiany jest X w odpowiednim miejscu tabeli odpowiedzialnym za daną sumę.
Tabela dzieli się na część ujemną i część dodatnią. Część ujemna (górna) ma wysokość 4 kratek natomiast dodatnia (dolna) - 5 kratek. W każdej kolumnie można więc postawić X maksymalnie 9 razy.
Wartość piątej kostki jest wpisywana na dole tabeli. Podczas gry mogą zostać wpisane maksymalnie 3 wartości piątej kostki. Od tego momentu w każdym rzucie istnieje obowiązek wyboru jako piątej kostki jednej z 3 wartości piątej kostki, chyba że jest to niemożliwe (wówczas istnieje tzw. Wolny rzut). Wówczas przy odpowiedniej wartości wpisywany jest znak X. Gra toczy się do momentu aż nastąpi wpisanie ósmego X obok jednej z 3 wartości piątej kostki. Następuje wtedy podliczenie punktów i gracz z większą ilością punktów wygrywa. Celem gry jest zgromadzenie odpowiedniej ilości X w każdej kolumnie odpowiedzialnej za sumę kostek aby uzyskać najwięcej punktów dodatnich i najmniej ujemnych.

## Punktacja
Każda kolumna ma własną wartość punktową od 3 do 10 pkt w zależności od sumy oczek.
| Suma oczek        | 2  | 3 | 4 | 5 | 6 | 7 | 8 | 9 | 10 | 11 | 12 |
| ----------------- | -- | - | - | - | - | - | - | - | -- | -- | -- |
| Punkty w kolumnie | 10 | 7 | 6 | 5 | 4 | 3 | 4 | 5 | 6  | 7  | 10 |

Brak wpisów w kolumnie - 0 pkt
Zapełniona część ujemna (4 wpisy w kolumnie) - 0 pkt
Część ujemna nie zapełniona w pełni (1 do 3 wpisów w kolumnie)  - ujemne punkty za każdy brakujący wpis 
Część dodatnia zapełniona częściowo lub w pełni (5 do 9 wpisów w kolumnie)  - dodatnie punkty za każdy wpis w części dodatniej

## Tabela
Tabela do gry wygląda następująco:
| Suma oczek             | 2  | 3 | 4 | 5 | 6 | 7 | 8 | 9 | 10 | 11 | 12 |
| ---------------------- | -- | - | - | - | - | - | - | - | -- | -- | -- |
| Wartość kolumny        | 10 | 7 | 6 | 5 | 4 | 3 | 4 | 5 | 6  | 7  | 10 |
| Strefa ujemna (-)      |    |   |   |   |   |   |   |   |    |    |    |
|                        |    |   |   |   |   |   |   |   |    |    |    |
|                        |    |   |   |   |   |   |   |   |    |    |    |
|                        |    |   |   |   |   |   |   |   |    |    |    |
| Strefa dodatnia (+)    |    |   |   |   |   |   |   |   |    |    |    |
|                        |    |   |   |   |   |   |   |   |    |    |    |
|                        |    |   |   |   |   |   |   |   |    |    |    |
|                        |    |   |   |   |   |   |   |   |    |    |    |
|                        |    |   |   |   |   |   |   |   |    |    |    |
| Punkty za kolumnę      |    |   |   |   |   |   |   |   |    |    |    |
| Suma wszystkich kolumn |    |   |   |   |   |   |   |   |    |    |    |

| Piąta kość | Miejsce na wartość 5 kostki |  |  |  |  |
| ---------- | --------------------------- |  |  |  |  |
| Piąta kość | Miejsce na wartość 5 kostki |  |  |  |  |
| Piąta kość | Miejsce na wartość 5 kostki |  |  |  |  |
| Piąta kość |                             |  |  |  |  |
| Piąta kość | Miejsce na wartość 5 kostki |  |  |  |  |
| Piąta kość |                             |  |  |  |  |